# Kate (nome)
Kate  è un nome proprio di persona inglese femminile.

## Varianti
- Femminili: Kat[1], Kathi[1], Kathie[1], Kathy[1], Cate[2][3]
  - Ipocoristici: Katey[1], Katie[1], Katy[1], Kaety[1], Katee[1]

### Varianti in altre lingue
- Italiano: Ketty[4]

## Origine e diffusione
Si tratta di un ipocoristico di Katherine, la forma inglese del nome Caterina. Diffuso sin dal Medioevo, frequentemente è usato come nome a sé stante.
Del nome si hanno tracce anche nella letteratura: ad esempio, è stato usato da Shakespeare nella sua opera del 1593 La bisbetica domata e da Goldsmith nel suo romanzo del 1773 Ella si umilia per vincere.
In italiano si registra un tentativo di adattamento del nome nella forma Ketty, che comunque è di scarsa diffusione.

## Onomastico
L'onomastico si festeggia lo stesso giorno di Caterina.

## Persone

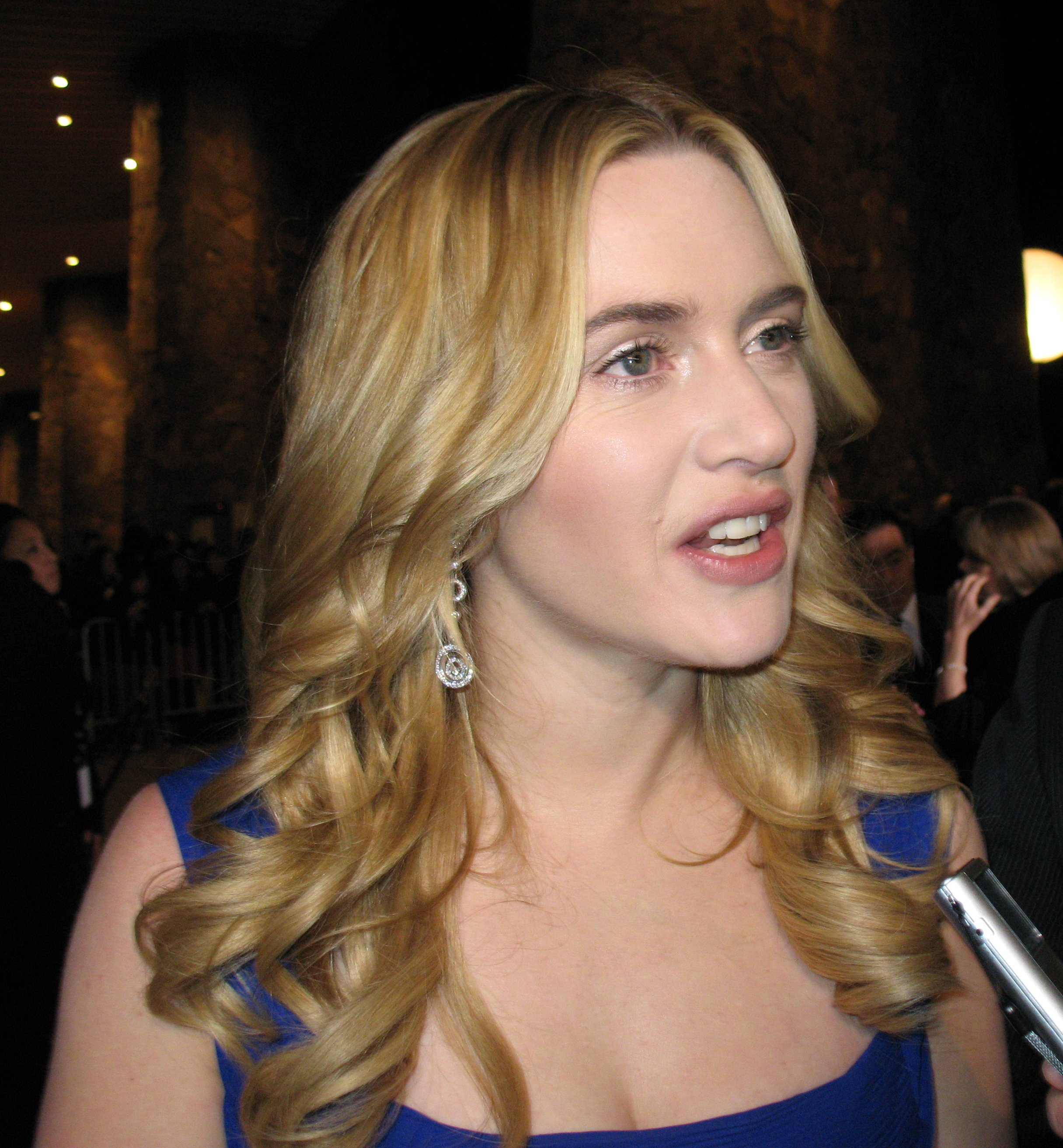
Kate Winslet

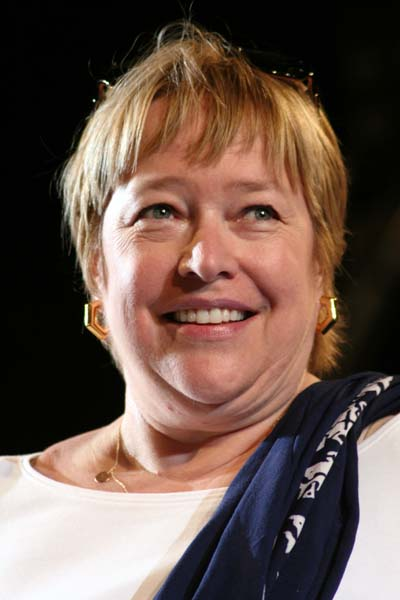
Kathy Bates

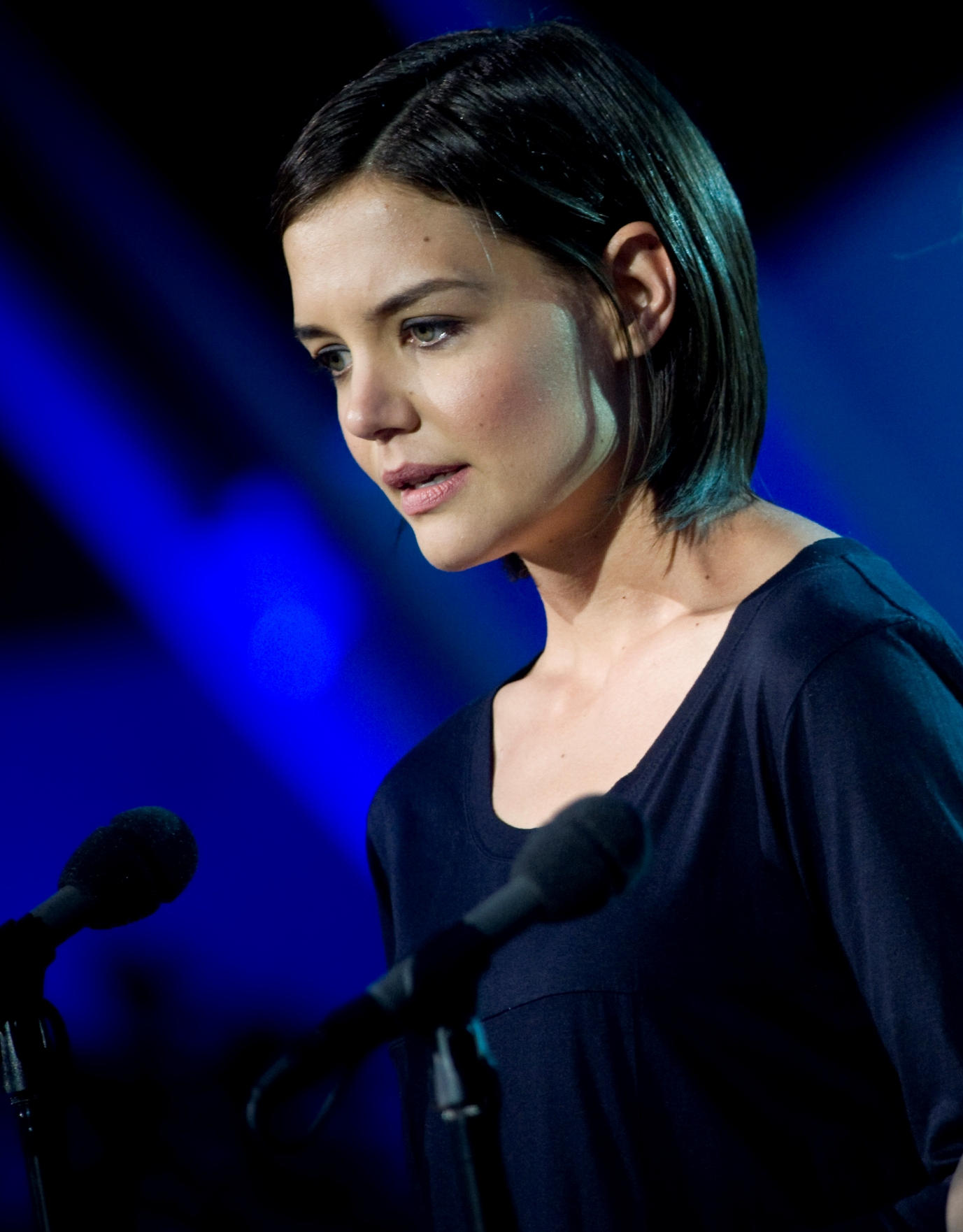
Katie Holmes

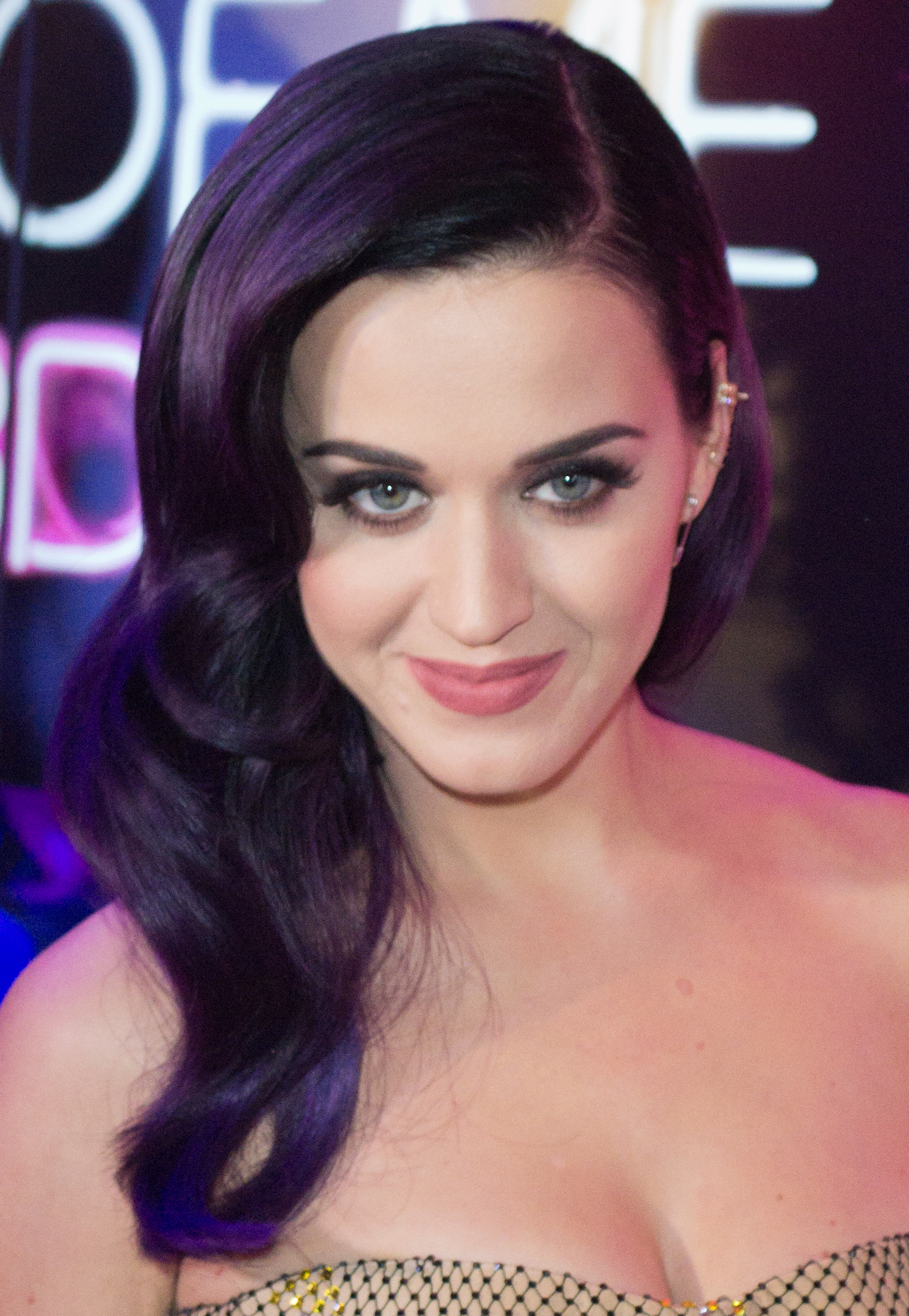
Katy Perry

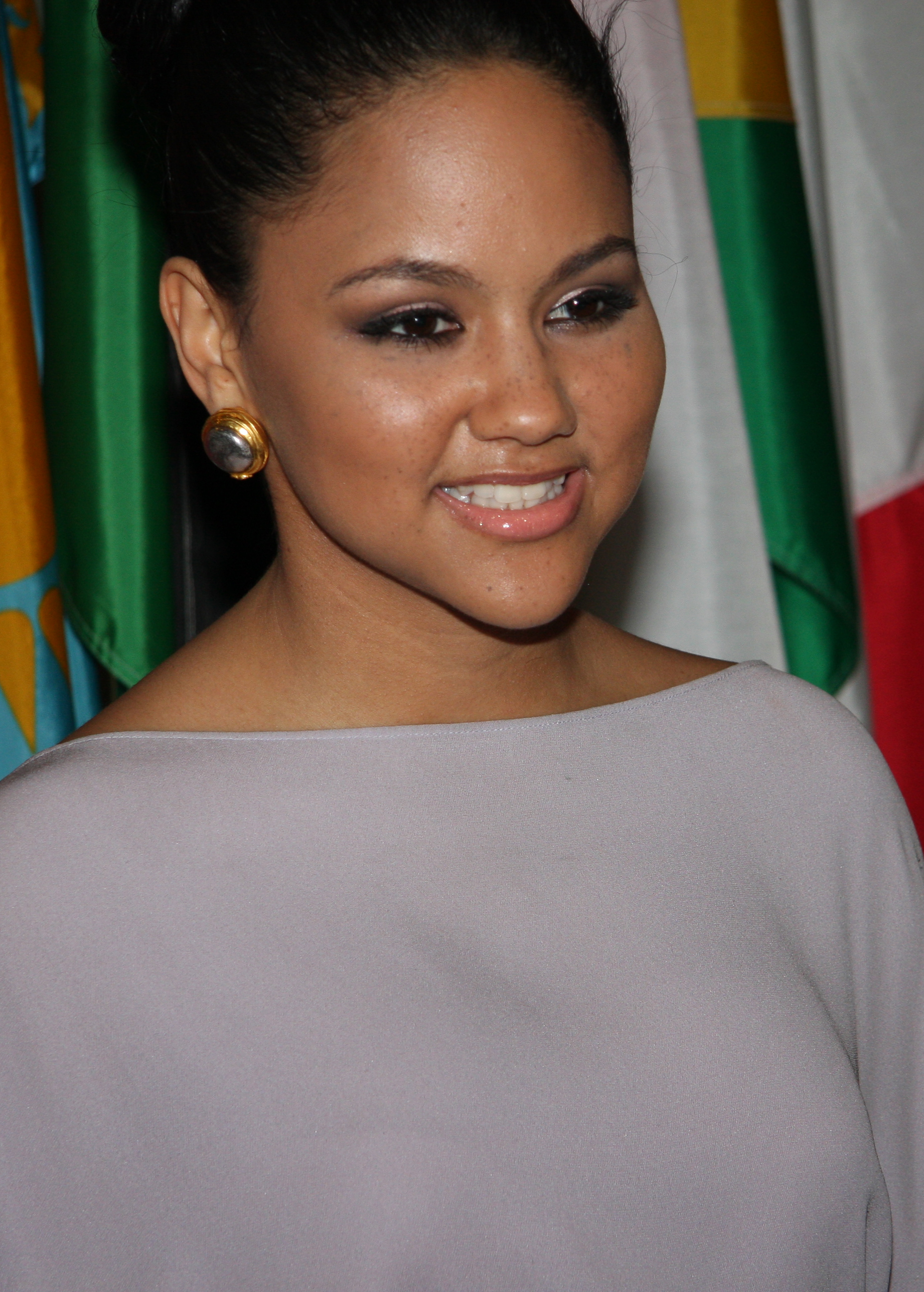
Kat DeLuna

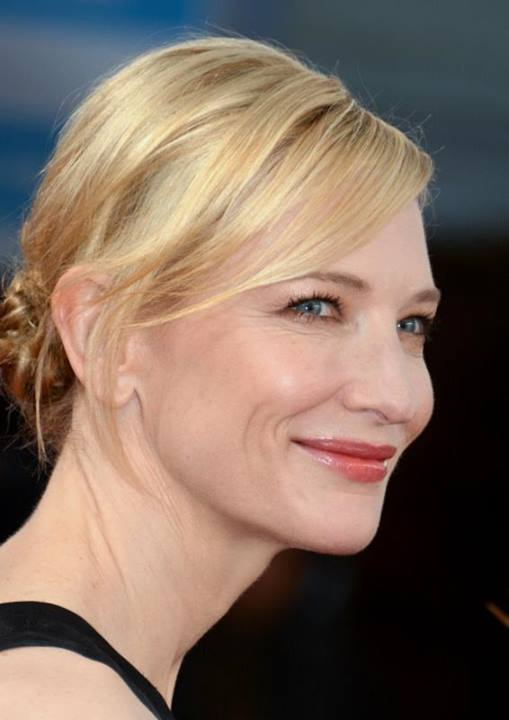
Cate Blanchett

- Kate Beckinsale, attrice britannica
- Kate Bush, cantante britannica
- Kate Hudson, attrice e cantante statunitense
- Kate Mara, attrice statunitense
- Kate Middleton, moglie di William, duca di Cambridge
- Kate Moss, supermodella e stilista britannica
- Kate Upton, modella e attrice statunitense
- Kate Winslet, attrice britannica

### Variante Kathy
- Kathy Baker, attrice statunitense
- Kathy Bates, attrice e regista statunitense
- Kathy Dahlkemper, politica statunitense
- Kathy Hochul, politica e avvocato statunitense
- Kathy Kirby, cantante britannica
- Kathy Najimy, attrice e doppiatrice statunitense
- Kathy Reichs, docente, antropologa e scrittrice statunitense
- Kathy Rinaldi, tennista statunitense

### Variante Katie
- Katie Blair, modella statunitense
- Katie Cassidy, attrice e cantante statunitense
- Katie Compton, biker, ciclocrossista e pistard statunitense
- Katie Douglas, attrice canadese
- Katie Fforde, scrittrice britannica
- Katie Hall, politica statunitense
- Katie Holmes, attrice statunitense
- Katie Leclerc, attrice statunitense
- Katie Ledecky, nuotatrice statunitense
- Katie Leung, attrice scozzese
- Katie McGrath, attrice irlandese
- Katie Melua, cantautrice e musicista georgiana naturalizzata britannica

### Variante Katy
- Katy B, cantautrice britannica
- Katy French, modella irlandese
- Katy Garbi, cantante greca
- Katy Jurado, attrice messicana
- Katy Lane Ndiaye, regista senegalese
- Katy Perry, cantautrice statunitense
- Katy Rose, cantante statunitense
- Katy Saunders, attrice britannica
- Katy Sexton, nuotatrice britannica

### Variante Kat
- Kat Bjelland, cantante statunitense
- Kat DeLuna, cantautrice statunitense
- Kat Dennings, attrice statunitense
- Kat Frankie, cantante e musicista australiana

### Variante Cate
- Cate Bauer, attrice britannica
- Cate Blanchett, attrice australiana
- Cate Campbell, nuotatrice australiana
- Cate Tiernan, scrittrice statunitense

### Variante Ketty
- Ketty Fusco, attrice, regista e scrittrice svizzera
- Ketty La Rocca, artista italiana
- Ketty Riga, giornalista e conduttrice televisiva italiana
- Ketty Roselli, ballerina e attrice italiana

### Altre varianti
- Katee Sackhoff, attrice statunitense
- Katey Sagal, attrice, doppiatrice e cantante statunitense
- Kathi Schwaab, biatleta tedesca

## Il nome nelle arti
- Cate Archer è un personaggio della serie di videogiochi The Operative: No One Lives Forever.
- Katie Bell è un personaggio della serie di romanzi e film Harry Potter, creata da J. K. Rowling.
- Katie Fitch è un personaggio della serie televisiva Skins.
- Kate Hardcastle è un personaggio del romanzo di Oliver Goldsmith Ella si umilia per vincere.
- Katie Logan è un personaggio della soap opera Beautiful.
- Kathie e l'ippopotamo è una commedia di Mario Vargas Llosa.
- Ketty è il titolo di un poemetto di Guido Gozzano, dalla protagonista omonima, raccolto tra le cosiddette "Poesie sparse[5]".
- Kate è un personaggio della serie di romanzi e film Twilight, creata da Stephenie Meyer.
- Kate Argent è un personaggio della serie Teen Wolf
- Katie Forester è un personaggio della serie videoludica Yo-kai Watch.